# Goldwyn Pictures
Goldwyn Pictures Corporation was een Amerikaanse filmproductiemaatschappij die actief was van 1916 tot 1924, toen het fuseerde met twee andere productiebedrijven om de grote studio Metro-Goldwyn-Mayer te vormen.

## Geschiedenis
Goldwyn Pictures Corporation werd op 19 november 1916 opgericht door Samuel Goldfish (die later zijn naam veranderde in Goldwyn), een leidinggevende bij Lasky's Feature Play Company, en de broers Edgar en Archibald Selwyn, beiden Broadway-producenten. De naam van het bedrijf is gebaseerd op een samenvoeging van hun achternamen. Edgars vrouw Margaret Mayo en Broadway-producent Arthur Hopkins sloten zich bij het trio aan als respectievelijk schrijfster en directeur-generaal.
De studio was matig succesvol, maar werd vooral bekend vanwege zijn iconisch logo: een brullende leeuw genaamd "Leo the Lion".
De eerste film van het bedrijf was Polly of the Circus uit september 1917 met in de hoofdrol Mae Marsh. het scenario was een bewerking van Mayo's gelijknamig toneelstuk uit 1907. In april 1917 stemde Goldwyn Pictures ermee in om de Universal Pictures-studio's in Fort Lee te huren, met de bedoeling om 12 films te maken voor 1 september 1917. Goldfish ging ook een samenwerking aan met Columbia University via de Photoplay Writing-klas van professor Victor Freeburg in 1917 om de artistieke positie van het bedrijf te versterken. Goldwyn Pictures bracht ook films van andere productiebedrijven uit, zoals The Scrub Lady van Marie Dressler's Dressler Producing Corporation.
Na het floppen van Thais uit 1917 verlaagde Goldfish de filmbudgetten, deels door geen theaterdiva's te gebruiken in zijn films en door het aantal sterk visueel gebaseerde films te verminderen. In plaats daarvan mikte hij op komedies met Madge Kennedy en Mabel Normand in de hoofdrol. In augustus 1918 tekende Goldwyn Pictures een contract met Will Rogers, destijds een populaire Broadway-ster, voor een rol in Laughing Bill Hyde van regisseur Rex Beach. In datzelfde jaar kocht het bedrijf de Triangle Studios in Culver City. Goldfish vertrok vervolgens naar Californië. De start van de activiteiten daar zorgde voor een stijging van de uitgaven. In december 1918 veranderde Samuel Goldfish zijn naam in Samuel Goldwyn. 
Goldwyn begon te kijken naar het voorbeeld van andere filmmaatschappijen, zoals Metro Pictures en First National Pictures, die een verticale integratie hadden uitgebouwd door over eigen bioscoopzalen te beschikken. Goldwyn ging een samenwerking aan met de eigenaars van het Capitol Theatre.
Na veel conflicten met de raad van bestuur verliet Samuel Goldwyn in 1922 het bedrijf. Terwijl de zaken bij Goldwyn van kwaad naar erger gingen, werden gesprekken opgestart met Marcus Loew over het samenvoegen van het bedrijf met Loew's Metro Pictures en na veel lange onderhandelingen stemden alle partijen in met de fusie. Louis B. Mayer hoorde over de op stapel staande fusie en polste over de mogelijkheid om zijn Louis B. Mayer Productions aan het bedrijf toe te voegen na de fusie. Dat leidde uiteindelijk tot de grote studio Metro-Goldwyn-Mayer.
Metro-Goldwyn-Mayer erfde de Goldwyn-faciliteiten in Culver City, waar het tot 1986 zou blijven. De gefuseerde studio behield ook Goldwyns "Leo the Lion"-logo.

## Filmsterren en regisseurs
De grootste sterren van Goldwyn Pictures waren Mae Marsh, Mabel Normand, Pauline Frederick, Madge Kennedy, Tallulah Bankhead, Will Rogers en E.K. Lincoln. Raoul Walsh, Ralph Ince, Frank Lloyd en Sidney Olcott waren er in dienst als regisseur.

## Films (selectie)
- 1917: Fighting Odds
- 1919: Upstairs
- 1919: Jinx
- 1919: When Doctors Disagree
- 1919: The Loves of Letty
- 1919: The World and Its Woman
- 1920: The Blooming Angel
- 1920: Pinto
- 1921: Made in Heaven
- 1921: The Grim Comedian
- 1922: Sherlock Holmes
- 1923: The Green Goddess
- 1924: Wild Oranges

## Nalatenschap
In 1965 vernietigde een brand in een opslagfaciliteit van MGM de originele negatieven en afdrukken van elke Goldwyn-film geproduceerd vóór 1924. Meer dan de helft van MGM's speelfilms van vóór 1930 zijn volledig verloren gegaan. Op 25 maart 1986 kochten Ted Turner en zijn Turner Broadcasting System de MGM-films van vóór mei 1986 (inclusief Goldwyn Pictures-films) van Kirk Kerkorian voor 600 miljoen dollar.